# Chablaisia
Chablaisia es un género de foraminífero bentónico de la Subfamilia Paleopfenderininae, de la familia Pfenderinidae, de la superfamilia Pfenderinoidea, del suborden Orbitolinina y del orden Loftusiida. Su especie tipo es Pfenderina? chablaisensis. Su rango cronoestratigráfico abarca desde el Aaleniense superior (Jurásico medio) hasta el Oxfordiense medio (Jurásico superior).

## Discusión
Clasificaciones previas incluían Chablaisia en la familia Biokovinidae, de la superfamilia Biokovinoidea, del suborden Textulariina y del orden Textulariida.

## Clasificación
Chablaisia incluye a la siguiente especie:
- Chablaisia chablaisensis